# Amtsgericht Greußen
Das Amtsgericht Greußen (bis 1879 Justizamt Greußen) war ein von 1850 bis 1949 bestehendes Amtsgericht der ordentlichen Gerichtsbarkeit mit Sitz in der thüringischen Stadt Greußen.

## Geschichte
Als im Fürstentum Schwarzburg-Sondershausen zum 1. Juli 1850 die Trennung von Justiz und Administration vollzogen wurde (siehe hierzu Gerichte im Fürstentum Schwarzburg-Sondershausen), errichtete man für das Gebiet der damaligen Gemeinden Greußen, Bliederstedt, Clingen, Feldengel, Großenehrich, Holzengel, Kirchengel, Niederbösa, Otterstedt, Rohnstedt, Trebra, Wasserthaleben, Wenigenehrich, Westerengel, Westgreußen und Wolferschwenda ein Justizamt zu Greußen. Dieses war dem Kreisgericht Sondershausen nachgeordnet. Mit Inkrafttreten des Gerichtsverfassungsgesetzes am 1. Oktober 1879 wurde das Justizamt in das Amtsgericht Greußen umgewandelt und gleichzeitig im Instanzenzug dem Landgericht Erfurt und dem Oberlandesgericht Naumburg unterstellt. Nachdem 1920 Schwarzburg-Sondershausen in Thüringen aufgegangen war, kam es am 1. Oktober 1923 zu einem Gebietstausch mit dem Amtsgericht Ebeleben. Während Großen- und Wenigenehrich sowie Wolferschwenda an jenen Amtsgerichtsbezirk abgetreten werden mussten, konnte der Ort Niederspier zugelegt werden.
Am 1. September 1949 wechselte das Amtsgericht Greußen in den Bezirk des neu errichteten Landgerichtes Mühlhausen. Genau einen Monat später wurden das Amtsgericht Greußen aufgehoben und dessen Bezirk dem Amtsgericht Sondershausen zugewiesen.

## Richter
- Albert Chop